# Меріден (Айова)
Меріден (англ. Meriden) — місто (англ. city) в США, в окрузі Черокі штату Айова. Населення — 161 особа (2020).

## Географія
Меріден розташований за координатами 42°47′40″ пн. ш. 95°37′59″ зх. д. / 42.79444° пн. ш. 95.63306° зх. д. (42.794417, -95.632996).  За даними Бюро перепису населення США в 2010 році місто мало площу 0,29 км², уся площа — суходіл.

## Демографія
Згідно з переписом 2010 року, у місті мешкало 159 осіб у 77 домогосподарствах у складі 47 родин. Густота населення становила 551 особа/км².  Було 84 помешкання (291/км²).
Расовий склад населення:
| - 100,0 % — білих |

До двох чи більше рас належало 0,0 %. Частка іспаномовних становила 0,0 % від усіх жителів.
За віковим діапазоном населення розподілялося таким чином: 17,0 % — особи молодші 18 років, 66,0 % — особи у віці 18—64 років, 17,0 % — особи у віці 65 років та старші. Медіана віку мешканця становила 47,4 року. На 100 осіб жіночої статі у місті припадало 96,3 чоловіків;  на 100 жінок у віці від 18 років та старших — 106,2 чоловіків також старших 18 років.
Середній дохід на одне домашнє господарство  становив 54 302 долари США (медіана — 44 375), а середній дохід на одну сім'ю — 68 427 доларів (медіана — 61 250). Медіана доходів становила 46 000 доларів для чоловіків та 23 125 доларів для жінок. За межею бідності перебувало 4,9 % осіб, у тому числі 0,0 % дітей у віці до 18 років та 0,0 % осіб у віці 65 років та старших.
Цивільне працевлаштоване населення становило 105 осіб. Основні галузі зайнятості: роздрібна торгівля — 26,7 %, виробництво — 21,0 %, освіта, охорона здоров'я та соціальна допомога — 15,2 %.